# Левиафан (Гоббс)
«Левиафа́н, или Материя, форма и власть государства церковного и гражданского» — сочинение английского философа Томаса Гоббса, посвящённое проблемам государства. «Левиафан» в своё время был запрещён в Англии. В частности, книга была включена в «Судебное решение и постановление Оксфордского университета в созыве от 21 июля 1683 г. против некоторых пагубных книг» и подлежала сожжению.

## Содержание
Книга состоит из четырёх частей и 47 глав, а также приложения. Первая часть посвящена человеку, его сущности, естественному состоянию и естественным законам. Во второй части рассматривается государство и суверен. Третья часть изучает христианское государство. В четвёртой Гоббс ставит вопрос о царстве тьмы.
Левиафан — имя библейского чудовища, изображённого как сила природы, принижающая человека. Гоббс использует этот образ для описания могущественного государства («смертного бога»).
При создании теории возникновения государства Гоббс отталкивается от постулата о естественном состоянии людей «Война всех против всех» (лат. Bellum omnium contra omnes) и развивает идею «Человек человеку волк» (Homo homini lupus est).
Люди в связи с неминуемым истреблением при нахождении в таком состоянии продолжительное время для сохранения своих жизней и общего мира отказываются от части своих естественных прав и по негласно заключаемому общественному договору наделяют ими того, кто обязуется сохранить свободное пользование оставшимися правами — государство.
Государству, союзу людей, в котором воля одного (государства) является обязательной для всех, передаётся задача регулирования отношений между всеми людьми.

## Издания на русском языке
В 1868 году на русский язык «Левиафан» был переведён Серафимом Автократовым.
В этом же году книга была издана тиражом 600 экземпляров. 22 июля 1868 года на книгу был наложен арест, а против издателя возбуждено судебное преследование. 23 февраля 1874 г. решением Синода и по распоряжению министра внутренних дел тираж «Левиафана» на русском языке был уничтожен.

## Реминисценции
- В романе Дэна Симмонса «Террор» (2007) Крозье на проповедях иногда читал на память главы из «Левиафана», называя его «Книгой Левиафана».
- В фильме Андрея Звягинцева «Левиафан» (2014) есть отсылки к тому, что Левиафана, государства, защищающего человека, нет в современной России[1].
- Третья часть трилогии "Illuminatus!" «Левиафан» (англ. Illuminatus! Part III Leviathan) отсылает к библейскому морскому чудовищу Левиафану. Также это отсылка к ключевой работе Томаса Гоббса «Левиафан, или Материя, форма и власть государства церковного и гражданского», в которой чудовище является традиционной для либертарианцев метафорой всеобъемлющего, авторитарного государства.
- В книге «Узкий коридор» Д. Аджемоглу и Д. Робинсон обозначают государство в качестве Левиафана, которого нужно обуздать посредством создания инклюзивных институтов.